# Мосон, Эндрю
Эндрю Мосон, барон Мосон (англ. Andrew Mawson, Baron Mawson; род. 8 ноября 1954 года) — британский социальный предприниматель, политик, общественный и религиозный деятель, капеллан Объединённой Реформатской церкви.

## Биография
Мосон получил степень бакалавра теологии в Манчестерском университете. После чего с 1984 года служил капелланом Объединённой Реформатской церкви.
Стал основателем и президентом действующего по принципам социального предпринимательства «Бромли-бай-Боу-Центра»  в Лондонском Тауэр-Хамлетс.
Мосон основал и возглавлял целый ряд других организаций, компаний и проектов, совмещающих предпринимательство с решением социальных проблем; является управляющим компании «Эндрю Мосон и партнёры» (англ. Andrew Mawson Partnerships), которая занимается распространением его опыта.
За заслуги в социальной сфере Эндрю Мосон стал кавалером Ордена Британской империи (2000), отмечен пожизненным пэрством с титулом барона (29 марта 2007 года), членом Палаты лордов (30 апреля 2007 года).
Несмотря на признание со стороны властей Мосон выступает критиком существующей в Великобритании политики в социальной сфере.
Изданная им в 2008 году книга «Социальный предприниматель» (англ. The Social Entrepreneur: Making Communities Work), служащая практическим руководством по социальному предпринимательству, стала бестселлером.